# Garci (kulturno-povijesna seoska cjelina)
Kulturno-povijesna seoska cjelina Garci u selu Podosoju, općina Runovići, zaštićeno kulturno dobro.

## Opis dobra
Zaselak Garci smješten je u naselju Podosoje u općini Runović, jugoistočno od Imotskoga. Glavni makadamski put koji prolazi kroz zaselak u smjeru sjever-jug ograđen je suhozidima te se račva na nekoliko sporednih pješačkih putova u smjeru istoka i zapada. Položaj glavnoga i sporednih putova uvjetuje prostornu organizaciju naselja te smještaj sveukupno tridesetak objekata uz njih. Uz spomenuti put formira se šest stambeno-gospodarskih sklopova sa stambenim katnicama i prizemnicama s potkrovljem te pomoćnim objektima (pojate, staje, kužine) koji formiraju specifične mikroambijente.

## Zaštita
Pod oznakom Z-6321 zavedena je kao nepokretno kulturno dobro - kulturno-povijesna cjelina, pravna statusa zaštićena kulturnog dobra, klasificirano kao "ruralna cjelina".